# Critérium International 2007
Das 76. Critérium International fand vom 31. März bis 1. April 2007 statt. Das Radrennen wurde in einer Flachetappe, einer schweren Berghalbetappe und einem kurzen Einzelzeitfahren über eine Distanz von 285,8 Kilometern ausgetragen.

## Teams
| - ag2r Prévoyance - Agritubel - Bouygues Télécom - Caisse d’Epargne - Ceramica Panaria-Navigare - Crédit Agricole - Cofidis - Euskaltel-Euskadi - Française des Jeux - Karpin Galicia | - Lampre-Fondital - Landbouwkrediet-Tönissteiner - Skil-Shimano - Slipstream-Chipotle - Team Astana - Team Barloworld - Team CSC - Team Gerolsteiner - Team L.P.R. - Team Wiesenhof-Felt |

## Verlauf
Nachdem der Deutsche Olaf Pollack sich auf der ersten Flachetappe nach einem Sieg im Schlusssprint das Trikot des Führenden gesichert hatte, folgte am zweiten Tag zunächst die knapp 100 Kilometer lange Bergetappe. Dort gewann Jens Voigt vom Team CSC mit 48 Sekunden Vorsprung auf die nächsten Verfolgergruppe mit den Favoriten Alejandro Valverde, Andreas Klöden, Fränk Schleck und Damiano Cunego. Im abschließenden 8,3 Kilometer langen Einzelzeitfahren siegte der Schwede Thomas Lövkvist mit drei Sekunden Vorsprung auf Alejandro Valverde. Voigt genügte ein siebter Platz mit 14 Sekunden Rückstand um seinen dritten Gesamtsieg nach 1999 und 2004 zu erringen.

## Etappen
| Etappe    | Tag      | Start – Ziel                                  | km        | Etappensieger   | Führender    |
| --------- | -------- | --------------------------------------------- | --------- | --------------- | ------------ |
| 1. Etappe | 31. März | Asfeld – Charleville-Mézières                 | 179       | Olaf Pollack    | Olaf Pollack |
| 2. Etappe | 1. April | Les Vieilles Forges (Les Mazures) – Monthermé | 98,5      | Jens Voigt      | Jens Voigt   |
| 3. Etappe | 1. April | Charleville-Mézières – Charleville-Mézières   | 8,3 (EZF) | Thomas Lövkvist | Jens Voigt   |